# Ett sommaräventyr
Ett sommaräventyr är en svensk dramafilm från 1965 i regi av Håkan Ersgård. I rollerna ses bland andra Bente Dessau, Bob Asklöf och Herman Ahlsell.
Filmen spelades in under juni och juli 1965 i Omegafilms studio samt på Västkusten. Manusförfattare var Ove Tjernberg, producent Bert Sundberg och fotograf Åke Dahlqvist. Filmen klipptes ihop av Ingemar Ejve och musiken komponerades av Jan Johansson. Den premiärvisades under sin inspelningstitel ... då skall du få en gungstol av mig - en blå  den 1 november på flera biografer runt om i Sverige. Inför Stockholmspremiären den 22 november hade titeln dock ändrats till Ett sommaräventyr. Filmen är 85 minuter lång och tillåten från 15 år.
Ett sommaräventyr fick genomgående negativa recensioner i pressen. Mest kritik fick regissören Ersgård och den manlige huvudrollsinnehavaren Asklöf utstå, medan den kvinnliga huvudrollsinnehavaren Dessau däremot fick beröm. Filmen lanserades senare i Tyskland under titeln Erotik unter vier Augen, dock utan framgång.

## Handling
Den frånskilda tvåbarnsmamman Anna arbetar som danspedagog på en teater i Göteborg. Hon inleder en relation med en av sina elever, Erik. Tillsammans hyr de en stuga i skärgården, men väl där får de besök av Annas exmake Henrik. Han vill att de återigen ska bli ett par, men det vill inte Anna. Henrik våldför sig på henne och hon flyr från honom. Erik tror dock att han blivit övergiven av Anna och beger sig därför tillbaka till stan. Anna är nu åter ensam och dessutom gravid. Tillbaka i stan ser hon Erik med en annan kvinna och gör därför abort. Senare försonas de dock och filmen slutar med att Erik kryper upp intill Anna.

## Rollista
- Bente Dessau – Anna
- Bob Asklöf – Erik
- Herman Ahlsell – Henrik
- Margit Carlqvist – Monika
- Åke Grönberg – Eriks far
- Mimi Nelson – Bertha, Eriks styvmor
- Viveca Dahlén – Yvonne
- Ewa Strömberg – Kristina, fotomodell

### Fotnoter
1. 1 2 3 4  ”Ett sommaräventyr”. Svensk Filmdatabas. http://sfi.se/sv/svensk-filmdatabas/Item/?itemid=4720&type=MOVIE&iv=Basic&ref=/templates/SwedishFilmSearchResult.aspx?id%3d1225%26epslanguage%3dsv%26searchword%3dett+sommar%C3%A4ventyr%26type%3dMovieTitle%26match%3dBegin%26page%3d1%26prom%3dFalse. Läst 27 mars 2013.